# Sweet Jane
«Sweet Jane» — песня американской рок-группы The Velvet Underground, она была выпущена на их четвёртом студийном альбоме Loaded. Она была написана тогдашним лидером группы — Лу Ридом, который через некоторое время после ухода из группы продолжил исполнять её на своих сольных концертах. Композиция была выпущена в виде сингла как самой группой, так и Ридом.

## История
Существует две совершенно разные версии песни «Sweet Jane». Первая версия песни была выпущена в ноябре 1970 года, она записывалась в начале 1970 года и была выпущена на альбоме Loaded. В мае 1972 года вышла вторая — концертная запись выступления, записанная в апреле 1970 года, она была включена в альбом Live at Max’s Kansas City, на песне присутствует дополнительный бридж, который был вырезан на альбомной версии.

## Рейтинг
В 2004 году журнал Rolling Stone поместил песню «Sweet Jane» в исполнении группы Velvet Underground на 335 место своего списка «500 величайших песен всех времён». В списке 2011 года песня находится на 342 месте.
Кроме того, песня «Sweet Jane» в исполнении группы Velvet Underground вместе с ещё двумя их песнями — «Heroin» и «White Light/White Heat» — входит в составленный Залом славы рок-н-ролла список 500 Songs That Shaped Rock and Roll.